# Nikodem (staroobrzędowy arcybiskup moskiewski)
Nikodem, imię świeckie Nikita Timofiejewicz Łatyszew (ur. 1916 w Pokrowce, zm. 11 lutego 1986) – zwierzchnik Rosyjskiej Prawosławnej Cerkwi Staroobrzędowej w latach 1971-1986.
Był synem staroobrzędowego psalmisty, matkę stracił w wieku trzech lat. Ukończył dwie klasy szkoły podstawowej, następnie pracował w gospodarstwie ojca. 21 kwietnia 1940 biskup kiszyniowski Innocenty wyświęcił go na diakona-celibatariusza. W 1961 złożył wieczyste śluby mnisze, a następnie został wyświęcony na biskupa kiszyniowskiego. W 1962 Uświęcony Sobór Rosyjskiej Prawosławnej Cerkwi Staroobrzędowej mianował go zastępcą arcybiskupa moskiewskiego i całej Rusi Józefa, zaś po jego śmierci został wybrany na jego następcę, co nastąpiło 22 października 1971. Urząd ten sprawował do śmierci w 1986.